# Sean Nolin
Sean Patrick Nolin (né le 26 décembre 1989 à Seaford, New York, États-Unis) est un lanceur gaucher des Marlins de Miami de la Ligue majeure de baseball.

## Carrière

### Blue Jays de Toronto
Après avoir été repêché par les Brewers de Milwaukee au 50e tour de sélection en 2008 et par les Mariners de Seattle en 48e ronde en 2009 sans signer de contrat avec l'un de ces clubs, Sean Nolin est repêché par les Blue Jays de Toronto au 6e tour en 2010. Le lanceur gaucher fait ses débuts dans le baseball majeur comme lanceur partant des Blue Jays face aux Orioles de Baltimore le 24 mai 2013. Il apparaît dans un match des Jays comme partant en 2013 puis une fois dans le rôle de releveur en 2014. Au total, il accorde 7 points en deux manches et un tiers pour une moyenne de points mérités de 27,00.

### Athletics d'Oakland
Le 28 novembre 2014, Nolin est avec le joueur de troisième but Brett Lawrie, le lanceur droitier Kendall Graveman et l'arrêt-court Franklin Barreto transféré aux Athletics d'Oakland contre le troisième but étoile Josh Donaldson. Il fait ses débuts pour Oakland le 6 septembre 2015 face aux Mariners de Seattle.

### Brewers de Milwaukee
Nolin est réclamé au ballottage par les Brewers de Milwaukee le 22 février 2016.